# Robert Buchholz
Robert Buchholz (ur. 22 czerwca 1847 w Braniewie, zm. 25 sierpnia 1906 w Bytomiu) – niemiecki nauczyciel i dyrektor szkół średnich, pisarz, dramaturg.

## Życiorys

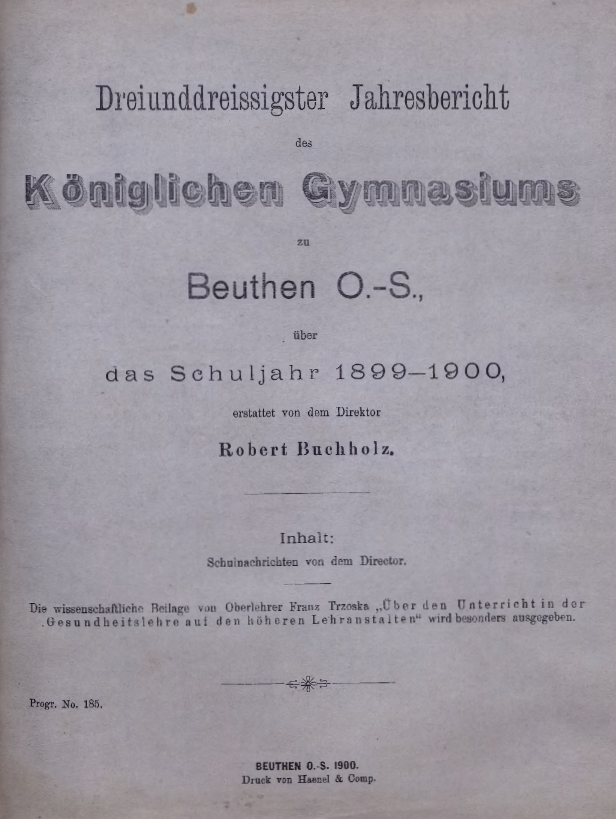
Sprawozdania szkolne gimnazjum w Bytomiu

Urodził się w Braniewie w rodzinie listonosza. Uczęszczał do gimnazjum humanistycznego w rodzinnym mieście, ukończył je wraz z uzyskanym świadectwem dojrzałości 3 lipca 1866 roku. Następnie w roku 1866/1867 rozpoczął studia filozoficzno-teologiczne w seminarium katolickim Lyceum Hosianum, również w Braniewie.
15 października 1867 zakończył naukę w seminarium braniewskim i przeniósł się na dalsze studia na Uniwersytet Albrechta w Królewcu, studiując tam języki starożytne oraz język niemiecki. W latach 1870/1871 przerwał naukę, brał udział w wojnie Prus z Francją. W 1875 zdał egzamin państwowy pro facultate docenti. Rozpoczął pracę jako nauczyciel pomocniczy w Królewcu, następnie, w 1866 został przeniesiony do Grudziądza. Pierwszą stałą posadę nauczyciela otrzymał jesienią 1877, gdy został mianowany nauczycielem zwyczajnym szkoły średniej (Realschule) w Olsztynie. W 1885 został w tej szkole mianowany starszym nauczycielem (Oberlehrer). W styczniu 1887 objął funkcję dyrektora w gimnazjum w Reszlu, którą sprawował do 1 kwietnia 1897 roku. Wówczas to objął funkcję dyrektora w Państwowym Gimnazjum im. Hindenburga w Bytomiu na Górnym Śląsku. Na tym stanowisku pracował do śmierci w dniu 25 sierpnia 1906 roku.

## Życie prywatne
Był żonaty, miał jedną córkę.

## Wybrane publikacje[2][4][5]
- De alliterationis indole atque natura ususque Homerici lineamenta. Königsberg: Longrien & Leupold, 1879 (Städtisches Progymnasium zu Allenstein)
- Bedenken über die Führung der Handlung in Lessings Lustspiele Minna von Barnhelm. Progr. Gymn. Rössel 1890
- Erklärungen und Emendation zu den drei Königsberger Zwischenspielen aus dem Jahre 1644. Altpreussische Monats- schrift Bd. XXVII. Heft 7 und 8. 1890
- Zur Geschichte des ersten Vierteljahrhunderts der höheren Lehranstalt zu Rössel als eines vollen Königlichen Gymnasiums. (26. September 1865 bis Ostern 1891), w: Jahresbericht über das königliche Progymnasium Rössel. Rössel: Kruttke, 1891/92
- Wie ist der Unterricht in den alten Sprachen einzurichten, damit die Schüler in höherem Masse als bisher in das Leben und die Kunst des Altertums eingeführt werden? In den Verhandlungen der Direktoren – Versammlung Ost- und Westpreussen 1892
- Nachweisung der bei dem Königlichen Staatsarchive in Königsberg deponierten Archivalien des Gymnasiums. Ebd.(Programm des Königlichen Gymnasiums Rössel)
- Verzeichnis der den hiesigen Jahresberichten bisher beigegebenen wissenschaftlichen Abhandlungen
- Rede zur Enthüllung des Rösseler Kriegerdenkmals, gehalten am 7. Juni 1896. Rössel: Kruttke, 1897 (Königliches Gymnasium Rössel 1897)
- Rede zur Hundertjahrerinnerung an den Todestag Friedrich Schillers, gehalten in der Aula des Gymnasiums. Ein Gedenkblatt für meine Kollegen und unsere Schüler. In: Jahresbericht des Königlichen Gymnasiums zu Beuthen. Beuthen: Immerwahr, 1906